# 盛雲寺 (豊島区)
盛雲寺（せいうんじ）は、東京都豊島区にある浄土宗の寺院。

## 概要
1619年（元和5年）、宝蓮社龍誉によって開山された。元々は下谷北稲荷町（現・東京都台東区東上野）に位置していたが、1912年（大正元年）に現在地に移転した。

## 墓所
- 新門辰五郎（侠客）

幕末期の町火消の長で、徳川慶喜に代わって家康の金扇の大馬印を大坂城から取り戻したり、彰義隊の戦死者を葬ったりするなど侠気溢れる人物であった。

## 交通アクセス
- 西巣鴨駅より徒歩5分。